# Правен пиар
Съдебен ПР (на английски: Legal PR) е специализиран аспект от връзки с обществеността, появил се под влиянието на общественото мнение върху организации, създаващи правни прецеденти. Практикуващите този аспект на ПР, помогат на организациите да отстояват интересите си извън територията на правото, което се налага тъй като щетите върху репутацията, които една организация може да понесе, могат да се окажат по-големи от наложените от съда санкции. В името на добрия си имидж организациите често търсят както правен, така и ПР съвет.
Независимо дали ПР практиците го признават правните съображения често определят, ограничават и регулират модерната ПР практика. В резултат повечето големи компании за комуникация – ПР фирми, рекламни агенции и медии – са създали собствени правни отдели или работят в тясно сътрудничество с правна фирма.
ПР практиците не практикуват право, но доброто познаване на законите им помага да работят в добро сътрудничество с юристите, а така и адвокатите се съобразяват с аспектите на публичността при всеки казус.